# رابط (رایانش)
در علوم رایانه رابط (به انگلیسی: interface)، میانا، یا واسط، یک نقطه تعامل است با نرم‌افزار، سخت‌افزار رایانه شخصی یا دستگاه جانبی، مانند نمایشگر یا یک صفحه‌کلید. برخی از رابط‌های رایانه، مانند صفحه لمسی داده‌ها را ارسال و دریافت کنند، در حالی که سایر لوازم مانند موشواره یا میکروفون تنها قادر به ارسال داده هستند.